# هانا تامپسون
هانا تامپسون (انگلیسی: Hanna Thompson؛ زادهٔ november ۱, ۱۹۸۳ (۴۱ سال)) ورزشکار شمشیربازی اهل ایالات متحده آمریکا است.
وی در مسابقات کشوری و بین‌المللی در مجموع برندهٔ ۳ مدال نقره شده‌است.